# Lodewijk Asscher
Lodewijk Frans Asscher (Amsterdam, 27 september 1974) is een Nederlands voormalig politicus voor de Partij van de Arbeid (PvdA). Van 9 december 2016 tot en met 14 januari 2021 was hij partijleider. Na de Tweede Kamerverkiezingen 2017 werd hij Kamerlid en fractievoorzitter. Eerder was hij van 5 november 2012 tot 26 oktober 2017 minister van Sociale Zaken en Werkgelegenheid en vicepremier in het kabinet-Rutte II.
In 2002 werd hij lid van de gemeenteraad van Amsterdam. Vier jaar later werd hij er wethouder. Bij de gemeenteraadsverkiezingen 2010 was hij namens zijn partij lijsttrekker in Amsterdam. Van maart tot juli 2010 was Asscher waarnemend burgemeester van de gemeente Amsterdam, na het vertrek van Job Cohen tot de benoeming van diens opvolger, Eberhard van der Laan.

## Biografie

### Studie en start loopbaan
Na het Christelijk Gymnasium Sorghvliet in Den Haag van 1986 tot 1992 studeerde Asscher van 1992 tot 1998 psychologie (propedeuse) en Nederlands recht (doctoraal) aan de Universiteit van Amsterdam. Tijdens zijn studententijd was hij lid van de studentenvereniging SSRA. In 2002 promoveerde hij bij Egbert Dommering op het proefschrift Communicatiegrondrechten. Een onderzoek naar de grondwettelijke bescherming van het recht op vrijheid van meningsuiting en het communicatiegeheim in de informatiesamenleving aan de Universiteit van Amsterdam. Tot mei 2002 was hij onderzoeker aan het Instituut voor Informatierecht van de Universiteit van Amsterdam. Vanaf mei 2002 tot 1 mei 2006 was hij universitair docent Informatierecht en onderzoeker aan hetzelfde instituut. Vanaf 2006 heeft hij buitengewoon verlof om zich geheel aan zijn politieke loopbaan te kunnen wijden.
Asscher kwam na de gemeenteraadsverkiezingen van maart 2002, waarbij hij als achtste geplaatst was op de kandidatenlijst van de PvdA, in de Amsterdamse gemeenteraad. In april 2004 werd hij fractievoorzitter, als opvolger van de teruggetreden Tjalling Halbertsma. Naast zijn fractievoorzitterschap was hij lid van de commissie Algemene Zaken. Bij de gemeenteraadsverkiezingen in 2006 ging de PvdA in Amsterdam onder zijn lijsttrekkerschap van 15 naar 20 zetels. Vier jaar later, bij de verkiezingen in 2010, kwam de partij weer uit op 15 zetels.

### Wethouderschap
Op 26 april 2006 werd Asscher geïnstalleerd als wethouder van Financiën, Economische Zaken, Onderwijs, Inburgering en Jeugd. In zijn eerste maanden als wethouder kwam Asscher lijnrecht tegenover minister van Financiën Gerrit Zalm te staan, toen deze het aandelenbelang van het Rijk in de luchthaven Schiphol wilde terugbrengen van 75,8 naar 50 procent. Zalm was van plan een deel van de aandelen naar de beurs te brengen. Met een aandeel van 21,8 procent beschikte Amsterdam echter over een vetorecht over de noodzakelijke statutenwijziging. Asscher bood Zalm aan om 29 procent van de aandelen van het rijk over te nemen voor 200 miljoen euro, hetgeen de minister weigerde. Hierop stemde Amsterdam tegen de statutenwijziging. Enkele dagen voor de Tweede Kamerverkiezingen 2006 vernietigde Zalm het besluit van Amsterdam. Asscher tekende hiertegen een hoger beroep aan bij de Raad van State. Voordat deze tot een uitspraak kon komen, trok zijn partijgenoot Wouter Bos, die in februari 2007 Zalm had opgevolgd als minister van Financiën, het vernietigingsbesluit van Zalm in.
Asscher zette zich als wethouder in om de kwaliteit van het Amsterdamse onderwijs en jeugdzorg te verbeteren. Met zijn initiatief Kinderen eerst, waarvoor hij reeds tijdens de verkiezingscampagne in 2006 had gepleit, regelde hij opvoedingsondersteuning voor ieder die hier behoefte aan had. Hij voerde de Basiswoordenlijst Amsterdamse Kleuters in, een lijst van tweeduizend woorden die kinderen aan het eind van groep 2 van het basisonderwijs zouden moeten kennen. De maatregel werd genomen omdat uit onderzoek was gebleken dat met name kleuters met een Marokkaanse en Turkse achtergrond over een te beperkte Nederlandse woordenschat bleken te beschikken.
In november 2009 gaf Asscher de resultaten van alle Amsterdamse basisscholen vrij, zodat ouders beter in staat worden gesteld om zich te informeren over de kwaliteit van de scholen. Bij het opstellen van kwaliteitseisen hanteerde hij een strengere norm dan de Nederlandse onderwijsinspectie. Een aantal schoolbesturen verzette zich tegen de publicatie en de zogenaamde Asschernorm. Zij beriepen zich op bijzondere omstandigheden zoals de ligging van de school of achtergrond van de leerlingen. Het ministerie van Onderwijs zag echter geen problemen in het opleggen van hogere ambities. Toen de islamitische school As-Siddieq in gebreke bleef om de kwaliteit van het onderwijs te verbeteren, zegde Asscher het schoolbestuur de wacht aan. Na publicaties in Het Parool, waarin beschreven werd hoe de school integratie van de leerlingen tegenwerkte, besloot hij de subsidie aan de school op te schorten. Asscher kreeg hierin bijval van staatssecretaris van Onderwijs Sharon Dijksma.
In 2007 gaf Asscher leiding aan Operatie Frankenstein. Doel hiervan was een betere besteding van de 270 miljoen euro aan subsidies die Amsterdam verstrekte voor welzijnswerk. Asscher was niet tevreden over de geboekte resultaten en de versnippering in het welzijnswerk, waardoor soms wel honderd organisaties langs elkaar werkten. De welzijnsorganisaties die zich richtten op jongeren werden verplicht inzichtelijk te maken welke resultaten zij boekten met de subsidies die zij kregen.
Onder leiding van Asscher bond de gemeente Amsterdam tevens de strijd aan met de criminaliteit en de prostitutie. In zijn boek Nieuw Amsterdam had Asscher in 2005 al gepleit voor ontmoediging van raamprostitutie en het aanpakken van vrouwenhandel, loverboys en illegaliteit in de prostitutie. Met Strategienota Coalitieproject 1012 nam hij het initiatief tot opschoning van het prostitutiegebied De Wallen. In verschillende delen van het centrum moeten volgens de plannen prostitutieramen verdwijnen. Bedrijven die een link hebben met gedwongen prostitutie, vrouwenhandel of andere vormen van criminaliteit worden geweerd. De bekende seksclub Yab Yum werd gesloten. Casa Rosso mocht echter open blijven. Hierbij maakte Amsterdam gebruik van de wet Bibob. In de binnenstad werden door de gemeente panden opgekocht waar voorheen prostitutiebedrijven en coffeeshops in waren gevestigd. De gemeente kocht niet alleen panden in het wallengebied op, maar ook in het zogenaamde Singelgebied. In deze panden werkten voornamelijk oudere prostituees en was er van vrouwenhandel totaal geen sprake. Deze prostituees moesten voortaan een ander heenkomen zoeken, maar deze maatregelen droegen wel bij aan het opschonen van de grachtengordel.
Een ander onderdeel van Coalitieproject 1012 was de verbetering van de entree van de stad. Het Damrak, de Dam en het Rokin worden in de plannen gesaneerd. Malafide bedrijven moeten er verdwijnen. Volgens de gemeente maken hotels, coffeeshops en souvenirwinkels soms deel uit van maffia-achtige structuren.
Medio 2009 kwam Asscher in opspraak naar aanleiding van een onderzoek van RTL 4 waaruit bleek dat hij onterecht declaraties had ingediend. Wethouders ontvangen in Amsterdam een maandelijkse toelage van ongeveer 600 euro waarvan zij onkosten kunnen bekostigen. Wethouder Asscher declareerde onder andere een ansichtkaart van 1,79 euro en enkele babyrompertjes die hij cadeau had gedaan aan politieke relaties.

### Waarnemend burgemeesterschap

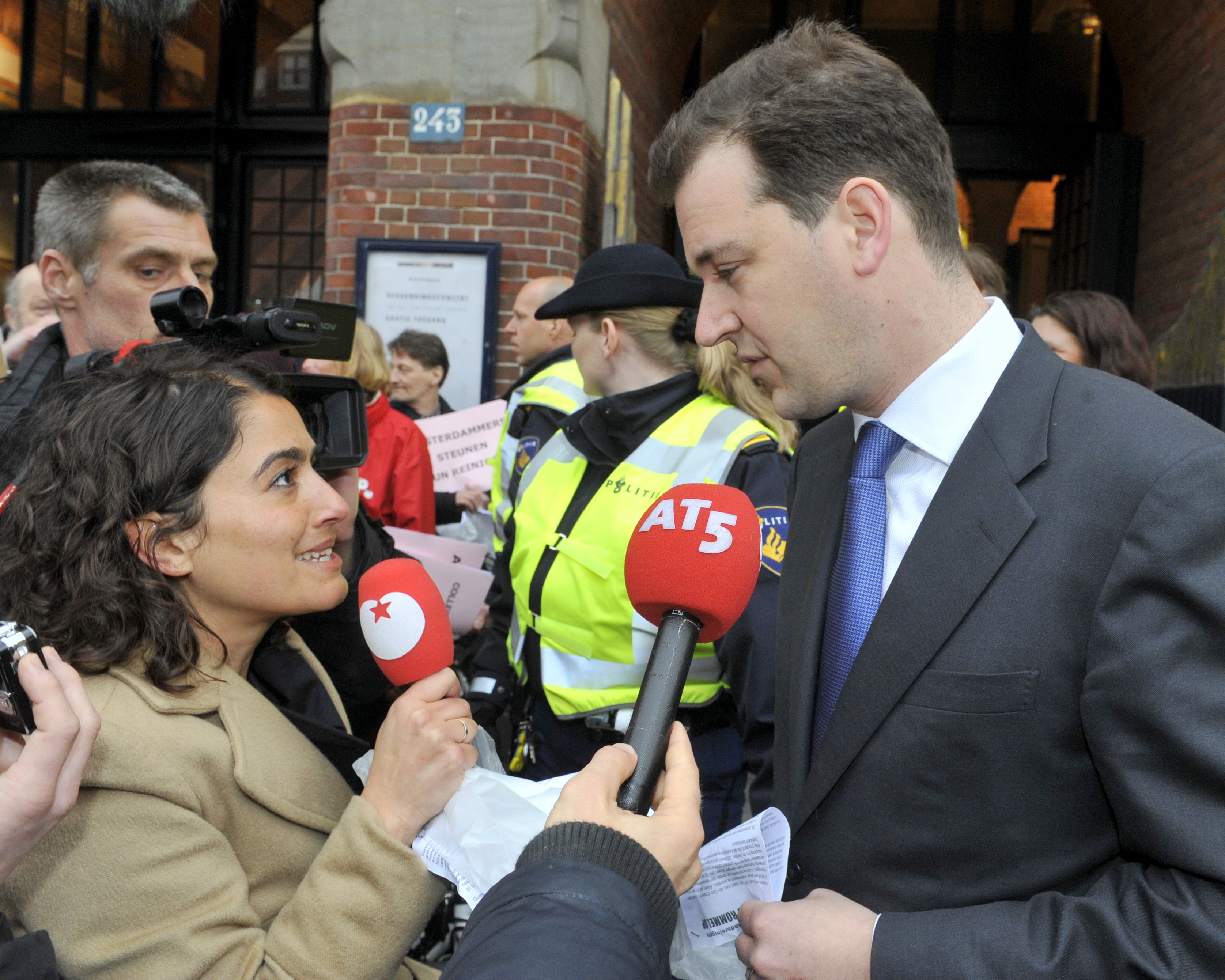
Asscher op 7 mei 2010 bij een protestactie van Amsterdamse stadsreinigers.

Op 12 maart 2010 deelde burgemeester Job Cohen van Amsterdam mee dat hij aftrad en dat Asscher bereid was bevonden om als waarnemend burgemeester op te treden. Waarnemend Commissaris van de Koningin Elisabeth Post (VVD) was niet blij met deze voortvarendheid. Zij stelde dat de provincie gaat over de benoeming van de waarnemend burgemeester. Omdat op D66 na de gehele gemeenteraad achter Asscher stond, ging zij een week later toch akkoord. D66-fractievoorzitter Ageeth Telleman verweet de PvdA "op regenteske wijze het eigen belang" na te streven. D66 trok zich daarom terug uit de onderhandelingen over een nieuw college.

### Vicepremier en minister

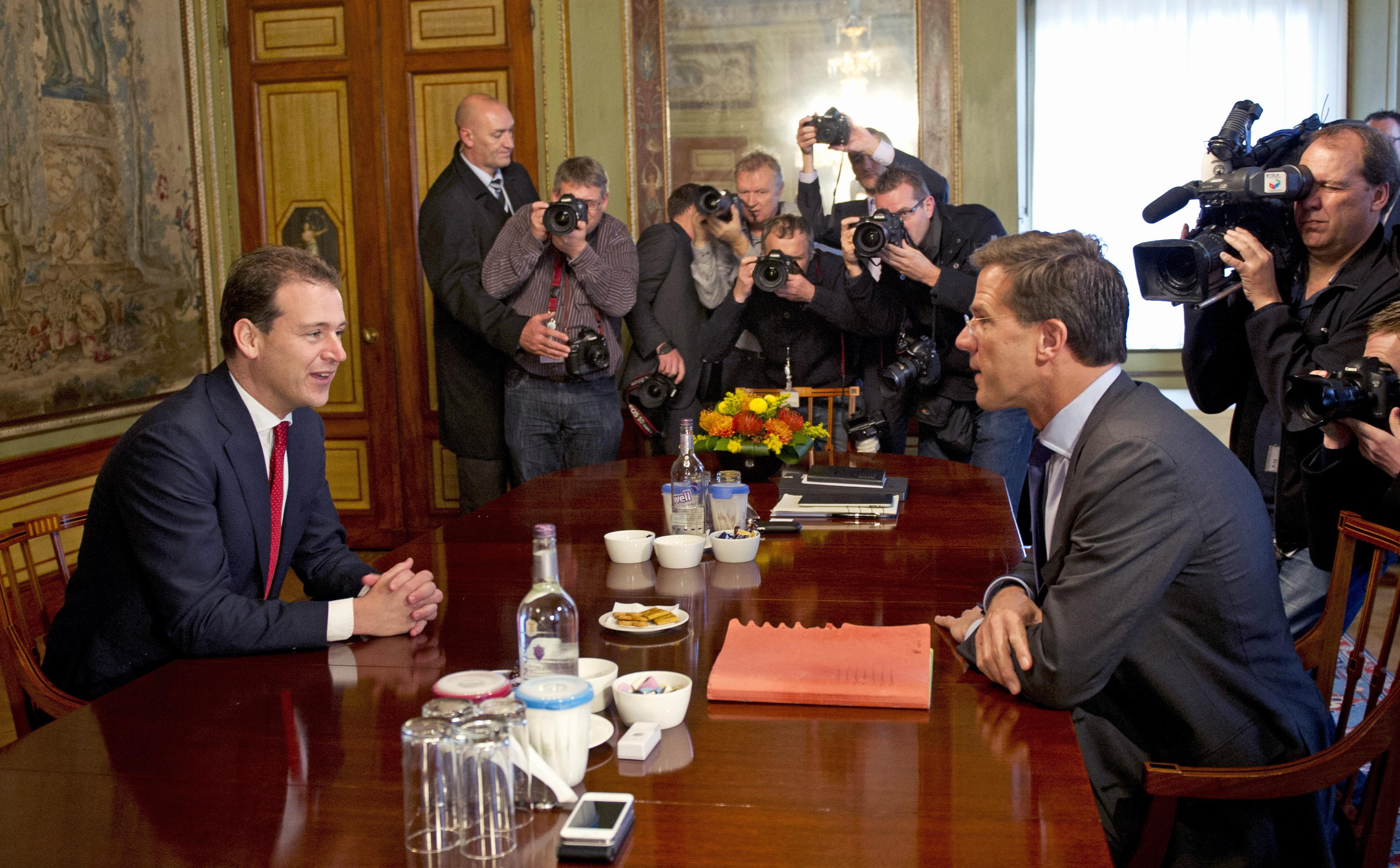
Asscher op 1 november 2012 op gesprek bij formateur Rutte.

Op 5 november 2012 werd Asscher door koningin Beatrix beëdigd als vicepremier en minister van Sociale Zaken en Werkgelegenheid in het kabinet-Rutte II.
Eind september 2016 deden Liesbeth Zegveld en Michiel Pestman van advocatenkantoor Prakken d'Oliveira aangifte tegen Asscher bij de Tweede Kamer in verband met een mogelijk ambtsmisdrijf. Hij zou in 2014, in strijd met artikel 8a van de Algemene Ouderdomswet (AOW), de Sociale Verzekeringsbank (SVB) opdracht hebben gegeven het doen van volledige AOW-uitkeringen aan op de Westelijke Jordaanoever wonende Nederlanders te hervatten. De SVB was hier eind 2013 mee gestopt, omdat Nederland de soevereiniteit van Israël op de Westelijke Jordaanoever niet erkent.
Op 17 oktober 2016 maakte Asscher bekend dat hij zich kandidaat stelde als PvdA-lijsttrekker voor de Tweede Kamerverkiezingen van maart 2017.

### Partijleider
Op 9 december 2016 werd Asscher verkozen tot lijsttrekker van de PvdA bij de Tweede Kamerverkiezingen van maart 2017 en daarmee ook tot de nieuwe partijleider. Hij won in een ledenraadpleging met 54,5% tegen 45,5% van de stemmen van Diederik Samsom. Het was de eerste keer dat een zittend PvdA-partijleider werd weggestemd.
Bij de Tweede Kamerverkiezingen van 15 maart 2017 behaalde de PvdA negen zetels, het laagste aantal sinds de oprichting van de partij.
Asscher was in eerste instantie gekozen als lijsttrekker voor de Tweede Kamerverkiezingen van maart 2021, maar trok zich 14 januari 2021 terug, vanwege het rapport van de parlementaire ondervragingscommissie over de toeslagenaffaire. Als fractievoorzitter en later ook als lijsttrekker werd Asscher opgevolgd door Lilianne Ploumen. Asscher trok zich tevens terug van de kandidatenlijst voor de Tweede Kamer.

### Loopbaan na de politiek
Vanaf maart 2022 ging Asscher aan de slag als consultant, partner en lid van de directie bij Van de Bunt Adviseurs. Daarnaast is hij sinds 1 februari 2022 voorzitter van de raad van toezicht van de Openbare Bibliotheek Amsterdam (OBA) en vanaf 1 april 2022 voorzitter van de raad van toezicht van het Muziekgebouw aan 't IJ. Tegelijkertijd werd hij onafhankelijk voorzitter van de taskforce Doelmatigheid van de Samenwerkingsorganisatie Beroepsonderwijs Bedrijfsleven (SBB). In maart 2022 werd hij ook verkenner en formateur in aanloop naar een coalitievorming in Amsterdam na de gemeenteraadsverkiezingen van 2022. In de zomer van 2022 werd Asscher speciaal adviseur voor Eurocommissaris Nicolas Schmit over de opvang van Oekraïense vluchtelingen.
Eind januari 2023 werd bekendgemaakt dat Asscher de onafhankelijke voorzitter wordt van de Duurzame Luchtvaarttafel (DLT), een samenwerkingsverband waarin onder meer luchthavens, luchtvaartmaatschappijen, kennisinstellingen en brandstofproducenten en de maakindustrie zijn verenigd. Begin februari 2023 werd Asscher kwartiermeester van het Tijdelijk Noodfonds Energie. Op 17 juni 2025 werd hij benoemd tot tijdelijk voorzitter van de raad van toezicht van de FNV om de bestuurlijke crisis binnen de vakbond aan te pakken.

## Persoonlijk
Asscher komt van vaderskant uit een joodse familie van juristen en diamantairs uit de Amsterdamse wijk De Pijp. Zijn overgrootvader Abraham Asscher was een van de twee voorzitters van de Joodsche Raad. Zijn vader, Bram Asscher (1943-2018), was jurist, zijn moeder, Irene Asscher-Vonk, hoogleraar arbeidsrecht aan de Radboud Universiteit Nijmegen en kroonlid van de Sociaal-Economische Raad. Een broer van zijn moeder is de in 2004 overleden dirigent Hans Vonk. Een broer van zijn vader is Edward Asscher, de president-directeur van het familiebedrijf Koninklijke Asscher Diamant Maatschappij en namens de VVD voormalig lid van de Eerste Kamer der Staten-Generaal. Asscher heeft op dezelfde lagere school gezeten als Mark Rutte, Instituut Wolters in Den Haag, maar ze zaten niet tegelijkertijd op die school. Asscher is getrouwd en heeft drie kinderen.

## Publicaties
- Nieuw Amsterdam (2005)
- De ontsluierde stad (2010)
- Opstaan in het Lloyd Hotel (2019)[31]